# Automolis ferrigera
Automolis ferrigera là một loài bướm đêm thuộc phân họ Arctiinae, họ Erebidae.